# Промова до Клубу співдружності
Промова до Клубу співдружності (23 вересня 1932 року) виступ Франкліна Делано Рузвельта в Сан-Франциско в ході своєїпрезидентської кампанії 1932 року. Рузвельт сказав, що епоха зростання і необмеженого підприємництва закінчилася, і індивідуалізм повинен поступитися дорогою колективним діям. Він був не зовсім конкретним, але натякнув на ліберальні реформи, які з'явилися в перші сто днів після інавгурації в березні 1933 року. Вчені оцінюють промову серед 100 найкращих виступів Президента у XX столітті.

## Аргументи Рузвельта
Рузвельт говорив багато про історію і давав мало конкретики. Він змалював філософські основи Нового Курсу, і в кінцевому підсумку Другого білля про права, який він мав намір прийняти впродовж своєї адміністрації. Більшість істориків вважають промову пророчою щодо фактичного змісту лібералізму нового курсу.

«Велика епоха бурхливого економічного зростання закінчилася», стверджував Рузвельт. У ті дні, коли зростання було найважливішим, він погодився, що це було необхідно, щоб перетворити політичну й економічну владу для підприємців, які будували країну. Але в епоху економічного зростання, як він сказав; підприємці зараз небезпечні:
Простий будівельник промислових заводів, творець залізничних систем, організатор більших корпорацій, є, ймовірно, як небезпекою, так і допомогою. День великого промоутера або фінансового Титана, якому ми надавали все що завгодно, аби тільки він будував або розвивав, закінчився.
Рузвельт сказав, що у подальшому зростанні не було необхідності:
Наше завдання зараз — це не відкриття та експлуатація природних ресурсів, або обов'язкове вироблення більшої кількості товарів.
Натомість те що Америці замість цього потрібно зробити:
Це більш тверезий, менш драматичний бізнес з адміністрування вже наявних ресурсів і підприємств, намагаючись відновити зовнішні ринки для нашої надлишкової продукції, зустріти проблему недоспоживання, регулювання виробництва для споживання, розподілу багатства і продуктів більш рівномірно, адаптації існуючих економічних організацій до служби народу. День просвітленої адміністрації прийшов.
Деякі частини його промови мали похмурий тон: «погляд на ситуацію сьогодні занадто ясно свідчить про те, що рівність можливостей, як ми її знали, більше не існує.» «Ми тримаємо стійкий курс, до економічної олігархії, якщо ми вже не там.» Однак він натякнув на реформи, які призведуть до кращого світу: «кожна людина має право на життя; а це значить, що вона має право зробити своє життя зручнішим.»
Біограф Френк Фрідель підкреслює, що Рузвельт хотів, щоб уряд «діяв як регулятор загального блага в рамках існуючої економічної системи». Рузвельт вважав, що його філософія була в злагоді з традиціями Томаса Джефферсона і Вудро Вільсона, змінені, щоб мати справу з набагато більш складним і зрілим економічним порядком.

## Сприйняття
Відповідь на виступ 2000 членів прийому та національних ЗМІ була теплою. Деякі думали, що вона була занадто соціалістичною; інші вважали її тон занадто академічним, особливо з огляду на тривалі відступи про американську та європейську історію. Рузвельт не намагався переробити свій матеріал на більш прості промови. Він перейшов на інші теми, і отримав надихаючі відгуки до більш звичної промови, яку він виголосив того ж вечора. Промова була написана Адольфом А. Берле і його дружиною Беатріс, яка працювала у передвиборному штабі Рузвельта.

## Подальше читання
- Eden, Robert. «On the Origins of the Regime of Pragmatic Liberalism: John Dewey, Adolf A. Berle, and FDR's Commonwealth Club Address of 1932.» Studies in American Political Development (1993) 7#1 pp: 74-150.
- Freidel, Frank. Franklin D. Roosevelt: The Triumph (1956). pp 353–55
- Houck, D.W. «Commonwealth Club Address: Redefining Individualism, Adjudicating Greatness» 7(3) Rhetoric & Public Affairs (2004) 7#3 pp 259+
- Leff, Michael. «Prudential Argument and the Use of History in Franklin D. Roosevelt's 'Commonwealth Club' Address.» Proceedings of the Second International Conference on Argumentation ed. by Frans H. van Eemeren, et al. 1992.

### Первинні джерела
- Roosevelt, Franklin D. «Commonwealth Club Address.» in The Public Papers and Addresses of Franklin D. Roosevelt, Volume One: The Genesis of the New Deal (compiled by Samuel I. Rosenman, 1938. New York: Random House) pp 742–56 online version